# Meilenstein (Dohndorf)

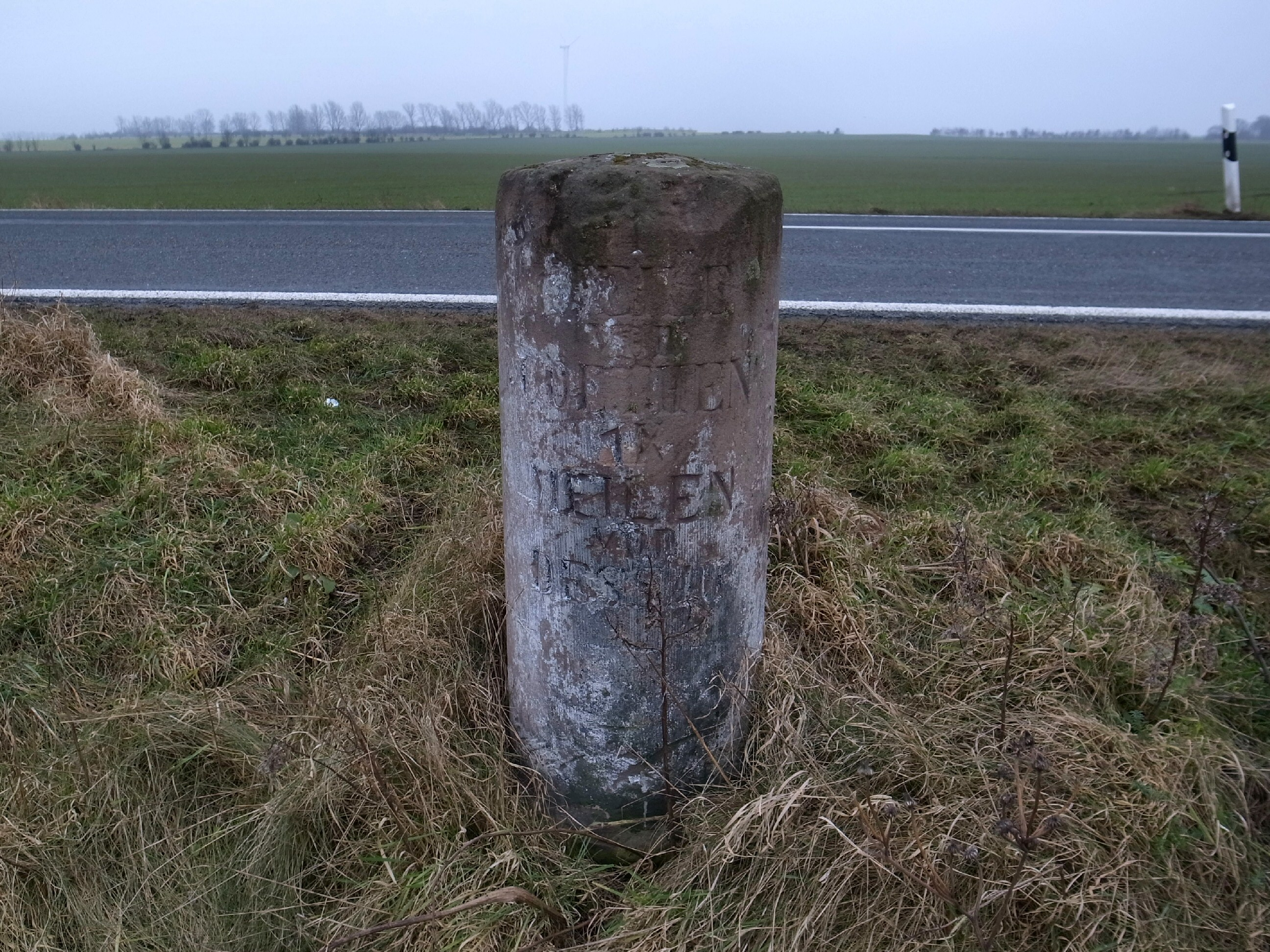
Meilenstein bei Dohndorf

Der Meilenstein bei Dohndorf ist ein Kleindenkmal in der Stadt Köthen (Anhalt) im Landkreis Anhalt-Bitterfeld in Sachsen-Anhalt.
Der Ort Dohndorf befindet sich an der Verbindung von Köthen nach Könnern, der heutigen L 148. Westlich von Dohndorf, nahe der Nebensiedlung Hohendohndorf, steht der 92 Zentimeter hohe Distanzanzeiger aus grauem Sandstein an der Kreuzung der Straßenabschnitte Gerlebogk–Dohndorf und Cörmigk–Gröbzig. Seine Inschriften weisen den anhaltischen Rundsockelstein als Markierung an einer Abzweigung der Hauptverbindung Dessau–Köthen–Bernburg–Harz aus, denn sie lauten „I Meile von Coethen“ und „IV Meilen von Dessau“.  Ein Teil der Inschrift ist verwittert und stellt eventuell eine später aufgebrachte Kilometerangabe dar. Steine mit dieser Inschrift finden sich auch in Kleinpaschleben, bei Gröbzig, in Görzig und bei Piethen, was verdeutlicht, dass es sich um ein Straßennetz handelt. An der Kreuzung westlich des Distanzanzeigers befand sich früher ein Wegweiserstein.
Der Meilenstein steht unter Denkmalschutz und trägt im Denkmalverzeichnis, wo er als Baudenkmal registriert ist, die Erfassungsnummer 094 06136. Er steht an der Nordseite der Straße auf der Flurgrenze zu Cörmigk und gehört damit eigentlich zum Salzlandkreis, wird aber stets unter Dohndorf aufgeführt. Das Alter der anhaltischen Meilensteine ist noch nicht endgültig geklärt. Die älteste bisher nachgewiesene Erwähnung stammt aus dem Jahr 1853. Knapp 25 Jahre später wurde das Längenmaß, eine anhaltische und eine preußische Meile entsprachen jeweils 7,532 Kilometern, auf Kilometer umgestellt.